# Eminència tènar
L'eminència tènar (eminentia thenaris) es refereix a la prominència en el palmell de la mà humana, en la base del polze, formada per tres o quatre músculs. Segons algunes fonts, només els tres següents:
- Abductor curt del polze, que abdueix el polze. Aquest múscul és el més superficial del grup tènar.
- Flexor curt del polze, que es troba al costat de l'abductor; flexiona el polze, i situa cap amunt el palmell.
- Oponent del polze, situat per sota de l'abductor curt del polze. Com el seu nom suggereix, oposa el polze als altres dits. Aquest és un moviment molt important, ja que la majoria de la destresa manual humana prové d'aquesta acció.

Algunes fonts consideren també un quart múscul: l'adductor del polze, que també controla el moviment del polze. Aquest és el més profund i distal al flexor curt del polze. Malgrat el seu nom, la seva acció principal és sobretot la rotació i l'oposició. No forma part del grup dels músculs tènars, ja que és innervat pel nervi cubital.

## Imatges
- Disseccions

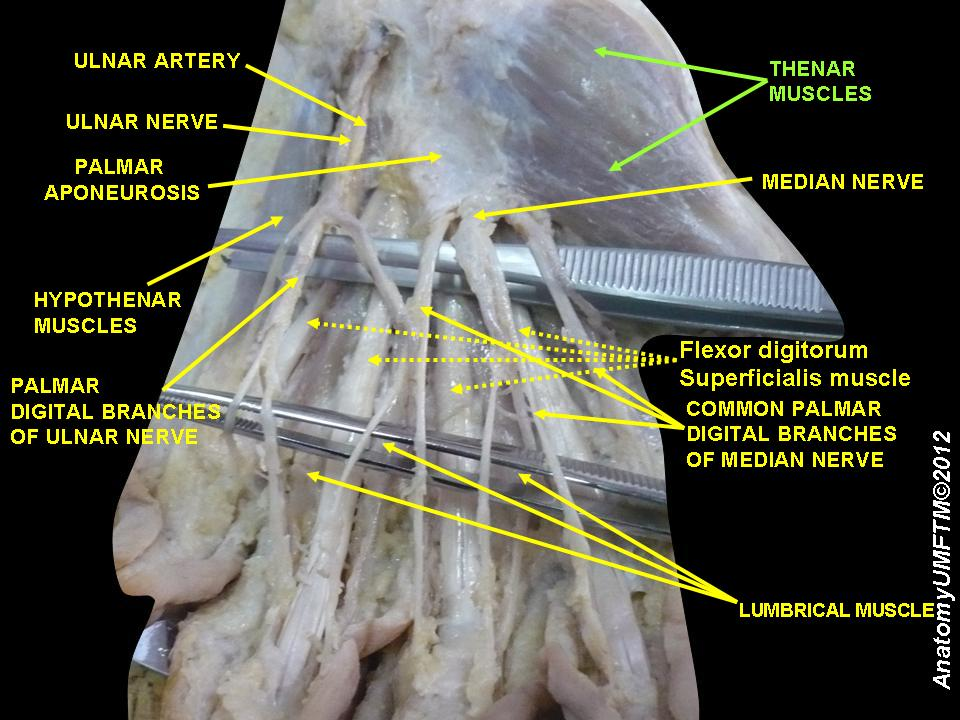
Músculs tènars
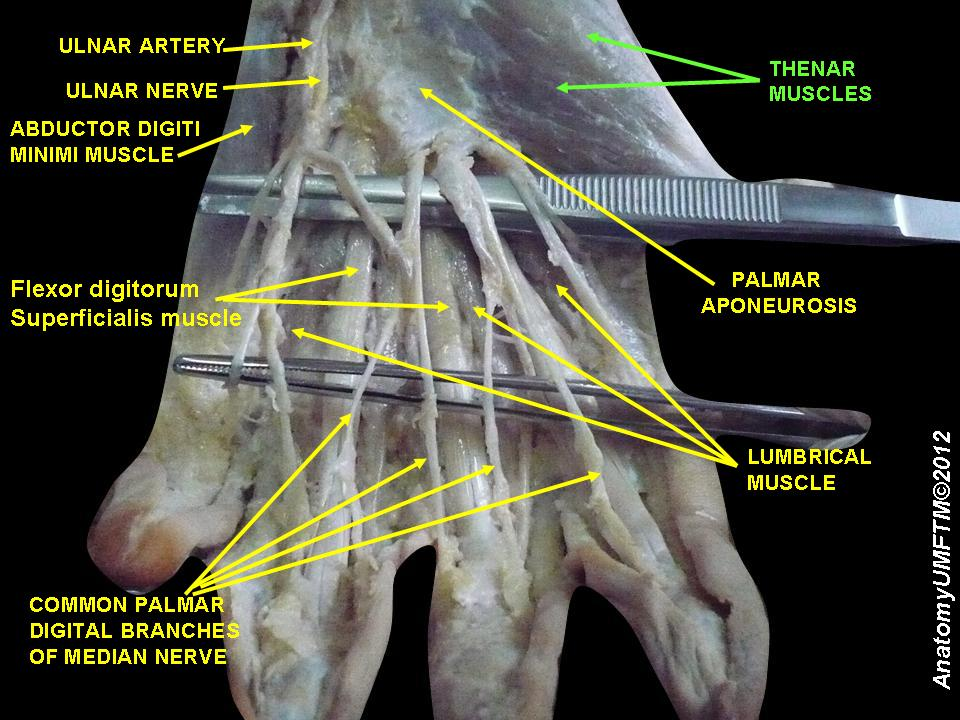
Músculs tènars
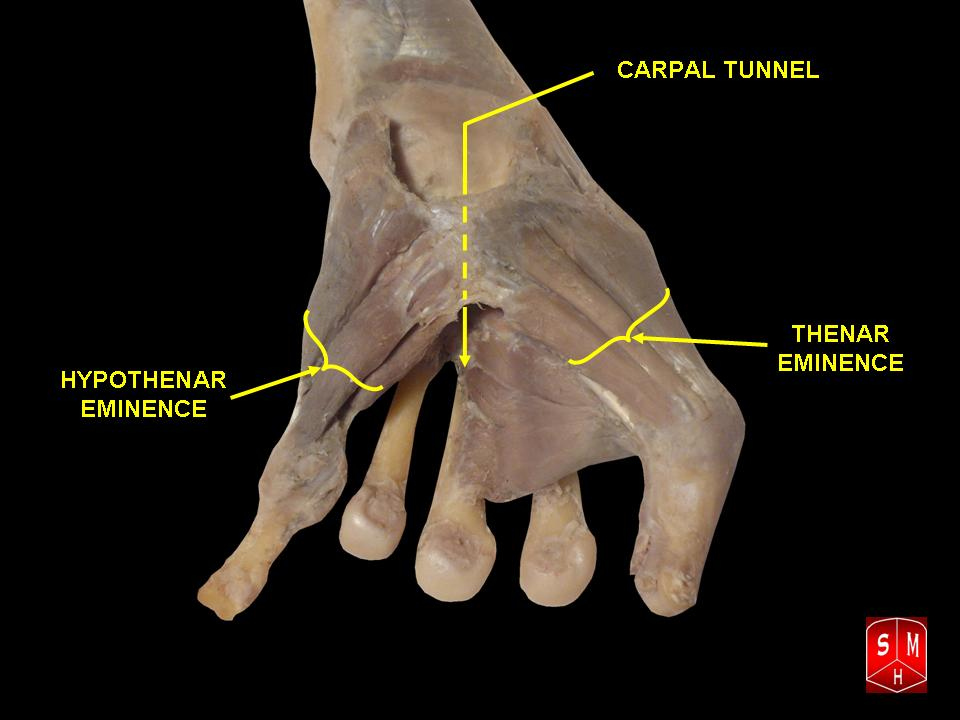
Eminències tènar i hipotènar